# Bruce Cowick
Bruce Cowick (né le 18 août 1951 à Victoria, dans la province de la Colombie-Britannique au Canada) est un joueur professionnel canadien de hockey sur glace.

## Carrière de joueur
Joueur ayant évolué brièvement dans la Ligue nationale de hockey pour trois clubs au cours des années 70. Il a débuté dans la Western Hockey League avec les Gulls de San Diego en 1971. Il a aussi évolué dans la Ligue américaine de hockey jusqu'à sa retraite à la fin de la saison 1975-1976.

## Statistiques
| Saison     | Équipe                 | Ligue      |    | Saison régulière | Saison régulière | Saison régulière | Saison régulière | Saison régulière |   | Séries éliminatoires | Séries éliminatoires | Séries éliminatoires | Séries éliminatoires | Séries éliminatoires |
| Saison     | Équipe                 | Ligue      | PJ | B                | A                | Pts              | Pun              | PJ               | B | A                    | Pts                  | Pun                  |                      |                      |
| 1969-1970  | Cougars de Victoria    | BCHL       | 47 | 27               | 40               | 67               | 97               | -                | - | -                    | -                    | -                    |                      |                      |
| 1970-1971  | Cougars de Victoria    | BCHL       | 47 | 31               | 44               | 75               | 197              | -                | - | -                    | -                    | -                    |                      |                      |
| 1971-1972  | Gulls de San Diego     | WHL        | 65 | 6                | 8                | 14               | 92               | 4                | 0 | 2                    | 2                    | 2                    |                      |                      |
| 1972-1973  | Gulls de San Diego     | WHL        | 61 | 17               | 13               | 30               | 165              | -                | - | -                    | -                    | -                    |                      |                      |
| 1973-1974  | Robins de Richmond     | LAH        | 68 | 14               | 7                | 21               | 138              | 5                | 1 | 1                    | 2                    | 9                    |                      |                      |
| 1973-1974  | Flyers de Philadelphie | LNH        | -  | -                | -                | -                | -                | 8                | 0 | 0                    | 0                    | 9                    |                      |                      |
| 1974-1975  | Capitals de Washington | LNH        | 65 | 5                | 6                | 11               | 41               | -                | - | -                    | -                    | -                    |                      |                      |
| 1975-1976  | Reds de Providence     | LAH        | 38 | 3                | 6                | 9                | 38               | 1                | 0 | 0                    | 0                    | 0                    |                      |                      |
| 1975-1976  | Blues de Saint-Louis   | LNH        | 5  | 0                | 0                | 0                | 2                | -                | - | -                    | -                    | -                    |                      |                      |
| Totaux LNH | Totaux LNH             | Totaux LNH | 70 | 5                | 6                | 11               | 43               | 8                | 0 | 0                    | 0                    | 9                    |                      |                      |

## Trophées et honneurs personnels
- Ligue de hockey de la Colombie-Britannique
  - 1970 : nommé dans la 2e équipe d'étoiles
  - 1971 : nommé dans la 1re équipe d'étoiles

## Transactions en carrière
- 2 octobre 1971 : signe un contrat comme agent libre avec les Gulls de San Diego (WHL).
- 25 mai 1973 : échangé aux Flyers de Philadelphie par les Gulls de San Diego (WHL) en retour de Bob Currier, Bob Hurlbut, Jim Stanfield et de Tom Trevelyan.
- 12 juin 1974 : réclamé par les Capitals de Washington des Flyers de Philadelphie lors du repêchage d'expansion de 1974.
- 21 mai 1975 : réclamé au ballotage par les Blues de Saint-Louis des Capitals de Washington.